# جريدة عرفات
جريدة عرفات، تعتبر من الجرائد التي صدرت في الحجاز، وهي قصيرة العمر إذ لم تكمل عامها الأول حتى اندمجت مع جريدة البلاد السعودية ليصبح اسمها بعد ذلك «البلاد».

## تأسيس الجريدة
أصدرها حسن عبد الحي قزاز بتاريخ 2 جمادى الأولى 1377 هـ الموافق 23 ديسمبر 1957م في مدينة جدة، ومن أبرز محرريها عبد العزيز الرفاعي، أحمد صلاح جمجوم، وأحمد زكي يماني.

## نشاط الجريدة
قام الأستاذ أحمد زكي يماني بكتابة المواضيع القانونية وقضايا المجتمع، وأما أحمد صلاح جمجوم التزم بكتابة موضوع اقتصادياتنا، والأستاذ عبد العزيز الرفاعي عنى بكتابة يوميات قصيرة، والأستاذ محمد عبد القادر علاقي التزم بكتابة مجتمع الطلبة، وماذا في الحقيبة، وتجهيز المواد الأخبارية الأخرى، والتعقيب عليها، أما الأستاذ محمد سعيد العوضي كان يحرر الباب العلمي تحت عنوان في آفاق المعرفة الإنسانية، وكانت مهمة شكيب الأموي الأشراف على تحرير باب «اعرف بلادك»، وقد نجحت هذه الأقلام في توفير مادة ثقافية للجريدة أستطاعت النهوض بها في تاريخ الصحافة السعودية من خلال توظيف الصورة لخدمات صحفية متعددة، واستخدام الكاريكاتير لخدمة قضايا المجتمع، وكان اهتمام الجريدة بالشعر ضئيلاً لأهتمامها بالأسلوب الصحفي في طرح قضايا المجتمع.

## توقف الجريدة
صدر الأمر السامي رقم 285 في 7 /7 /1378 هـ بسحب رخصة صدور جريدة الأضواء، ثم طلب الأمير فيصل بن عبد العزيز آل سعود الأتفاق بين الصحفيين بشأن دمج الصحف بحيث تصدر صحيفة واحدة يومية في كل من مكة وجدة، فاتفقت البلاد وعرفات على الاندماج، واقترح احمد السباعي عل أن يكون اسم الجريدة البلاد وتصدر من جدة، وبالفعل أُحتجبت جريدة عرفات عند العدد 53 ليصبح العدد الأخير، ثم سميت باسم البلاد بعد اندماجها مع جريدة البلاد السعودية.

## انظر ايضاً
- جدة
- صحيفة البلاد
- صحيفة الندوة
- حسن قزاز